# Hängegleiter

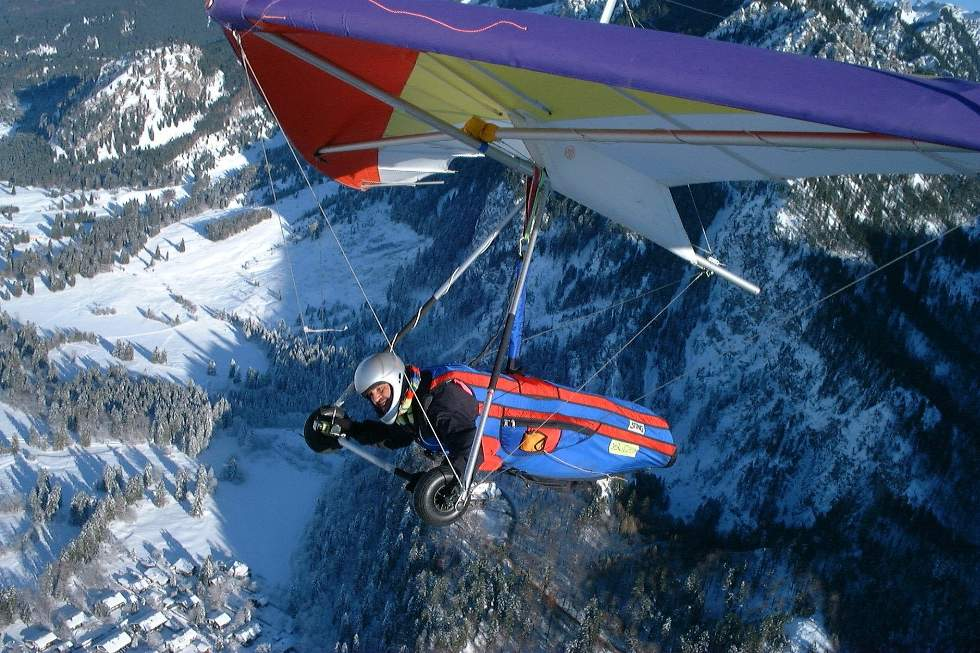
Hängegleiterflug in den winterlichen Alpen

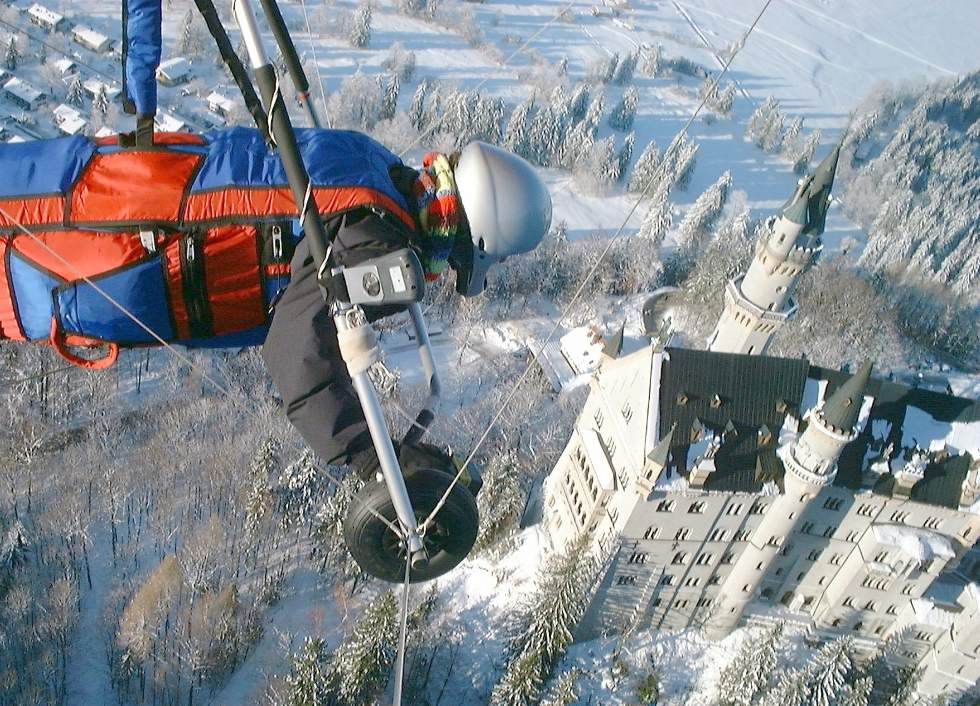
Kreisen über Neuschwanstein

Ein Hängegleiter, auch Drachen, Deltasegler oder Hanggleiter, ist ein motorloses Luftsportgerät, das vom Piloten bei Start und Landung getragen werden kann. Der Pilot hängt beim Flug in einem speziellen Gurtzeug bäuchlings oder auch sitzend unter der Tragfläche. Klassische Drachen mit flexibler Tragfläche werden vor allem durch Gewichtsverlagerung gesteuert. Seit Mitte der 1990er Jahre werden auch mehr und mehr Hängegleiter mit starrer Flügelfläche gebaut. Diese Starrflügler lassen sich nur mittels aerodynamischer Systeme um die Längsachse steuern (Bremsklappen oder Querruder), während die Steuerung um die Querachse weiterhin durch Gewichtsverlagerung erfolgt.
Ein typischer Hängegleiter besteht aus einem mit Stoff bespannten Flügel mit etwa 11 m Spannweite und einer Fläche zwischen 11 und 18 m², der durch ein stabiles Hauptgestell aus Aluminiumrohren oder kohlenstofffaserverstärktem Kunststoff in Form gehalten wird. Zusätzlich werden flexible Segellatten (bestehend aus einem Vorderteil aus dünnem Aluminiumrohr und einem Endstück aus flexibler Glasfaser) in das Segel eingeschoben. Da diese Konstruktion auf viele der bei Flugzeugen üblichen Komponenten wie Rumpf, Fahrwerk und Leitwerk verzichtet (Nurflügler), wird ein geringes Gewicht von 25 bis 50 kg erreicht. Zum Transport am Boden lässt sich der Flügel zusammenklappen und in einer langen Tasche verpacken.

## Einordnung
Technisch gehören Hängegleiter zu den Flugzeugen der Kategorien Nurflügler und Gleitflugzeug.
In Deutschland fallen Hängegleiter und Gleitschirme luftrechtlich innerhalb der Luftfahrzeuge in die Kategorie der Luftsportgeräte. Hängegleiter mit Motor sind ebenfalls Luftfahrzeuge, fallen aber in die Ordnung der Ultraleichtflugzeuge.
Gemäß österreichischem und Schweizer Luftrecht ist ein Hängegleiter „ein zum Fußstart geeignetes Fluggerät zum Segelflug“. In diese Kategorie fallen auch Gleitschirme und Speed Flyer. Umgangssprachlich und in der fliegerischen Praxis werden unter „Hängegleitern“ jedoch nur Drachen (Deltasegler) und Starrflügler verstanden.

## Reichweite und Gleitleistung
Für Flüge, die über ein reines Abgleiten vom Start- zum Landeplatz hinausgehen, nutzen Hängegleiter genau wie Gleitschirme und Segelflugzeuge dynamische Hangaufwinde und Thermik. Auf diese Weise wurden Flughöhen von über 5000 m und Distanzen von mehr als 700 km erreicht. Streckenflüge von guten Piloten bewegen sich je nach den äußeren Bedingungen im Bereich von 25 bis 300 km. Flüge erstrecken sich abhängig von Fluggelände und Wetterlage über Zeiträume von wenigen Minuten bis zu mehreren Stunden.
Die Gleitzahl von Hängegleitern liegt zwischen etwa 10 und 15 für die flexible Version bzw. 16 und 19 für Starrflügler. Das heißt, dass ein Hängegleiter in stiller Luft für jeweils 100 m Höhe etwa 1 bis 2 km weit gleiten kann. Damit hat ein solches Sportgerät im Vergleich zu Gleitschirmen in ähnlichen Piloten-Anforderungsklassen eine etwa doppelt so hohe Gleitleistung, die aber deutlich unter der von Segelflugzeugen liegt.

## Geschichte

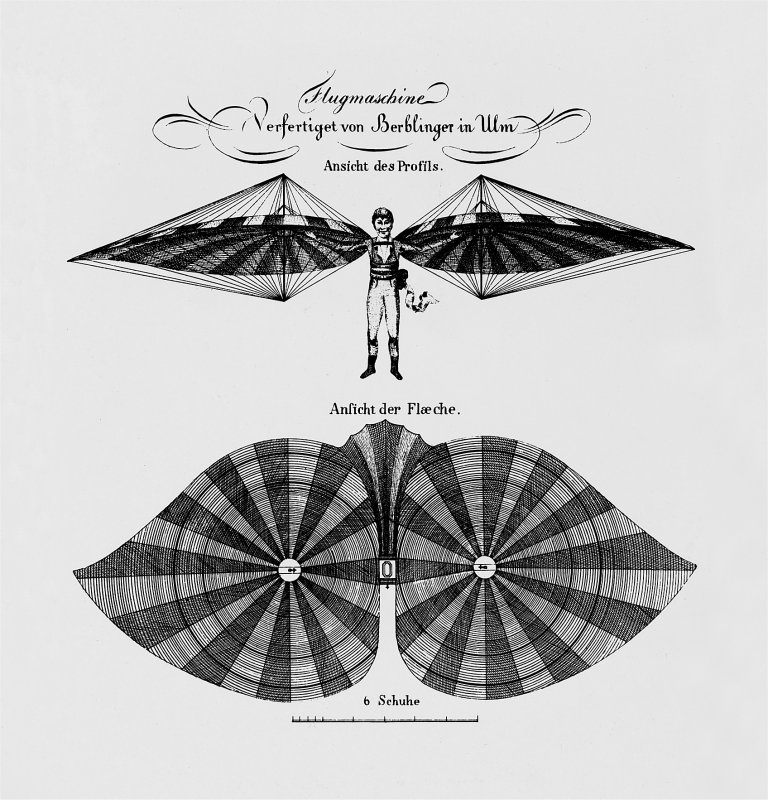
Berblingers Hängegleiter, Ulm, 1811

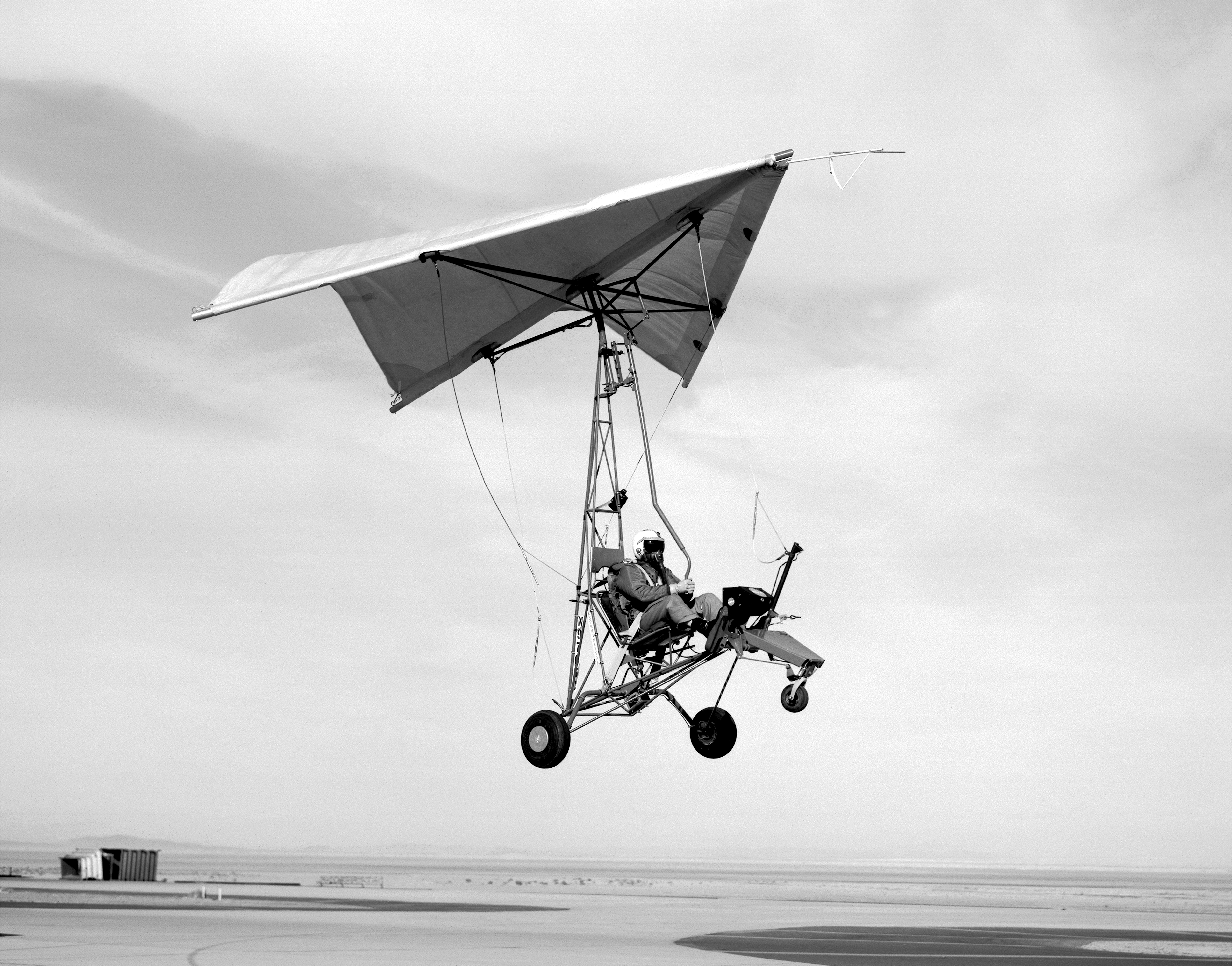
Studie der NASA, 1962

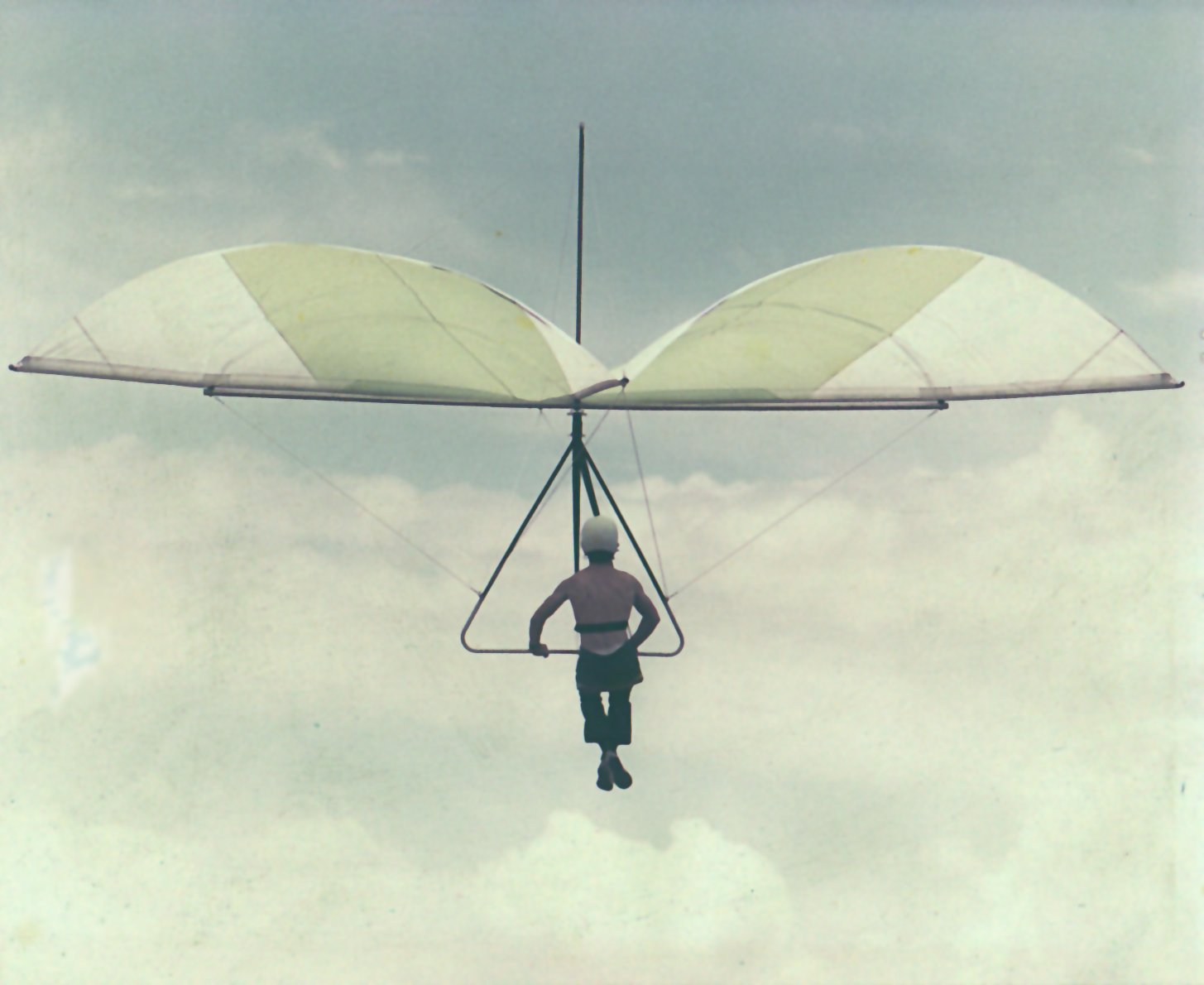
„Standard-Rogallo“, 1975

Der erste dokumentierte Hängegleiter wurde 1810/11 von Albrecht Ludwig Berblinger, bekannt als der Schneider von Ulm, konstruiert und erprobt. Nach erfolgreichen Flugversuchen in den Weinbergen (unter unbewusster Ausnutzung der Thermik) geriet die öffentliche Vorführung zum Debakel; beim Versuch, über die Donau zu fliegen, ließ die absteigende Luft über dem kalten Fluss ihn abstürzen.
Der Aerodynamiker Francis Rogallo entwickelte für die NASA einen zusammenklappbaren Flügel für die Rückkehr von Raumschiffen zur Erde. Dabei wurde ein flexibles Segel von stangenförmigen Trägern gehalten. Der Fahrtwind gab dem losen Tuch ein aerodynamisch wirksames Profil. Obwohl mit diesem Flügel lediglich zwei Vorstudien verwirklicht wurden, inspirierte das Projekt Jahre später den Bau der ersten moderneren Hängegleiter. Anhand von in Zeitschriften veröffentlichten Fotos konstruierte der Amerikaner Barry Hill Palmer 1961 einen Flügel nach dem Muster von Rogallo aus Bambus und Cellophan. Er wurde damit zum ersten Drachenflieger. In den Küstenregionen der USA fanden sich weitere Anhänger dieser Luftsportart. Bei diesen frühen Hängegleitern hing der Pilot mit den Oberarmen zwischen parallel angeordneten Stangen, ähnlich wie am Barren beim Geräteturnen. Durch Verlagerung seiner Beine konnte er die Flugrichtung beeinflussen. Die Geschwindigkeit bestimmte er, indem er sich vor oder zurück bewegte.
Der Australier John W. Dickenson führte mit einer zentralen Aufhängung des Piloten und dem dreieckigen Steuerbügel die bis heute verwendete Steuerung ein. Seine Freunde Bill Moyes und Bill Bennett brachten mit Flugshows das Drachenfliegen in viele Länder. In den USA trafen die Hängegleiter mit der Verwirklichung des Traums vom Fliegen mit einfachsten technischen Mitteln den durch die Hippie-Bewegung bestimmten Zeitgeist. In Europa war das Medienecho zunächst gering.
Parallel dazu wollten die Brüder Reinhold und Werner Schmidt aus Oberhessen die Tradition von Otto Lilienthals Normalsegelapparat aufleben lassen und wagten 1965 die ersten Hüpfer mit selbstkonstruierten Rogallodrachen aus Bambus. Wolfgang Schwarzbauer segelte ab 1971 von den Bergen rund um den Schliersee in Bayern. Sie taten dies mangels flugrechtlicher Genehmigung fernab der Öffentlichkeit. Als der Kalifornier Mike Harker am 11. April 1973 mit einer spektakulären Aktion von der Zugspitze flog, erwachte das Interesse in den Medien und es fanden sich auch hier neue Anhänger. Mike Harker gründete kurz darauf in der Schweiz und in Deutschland und Sepp Himberger in Kössen, Österreich, die ersten Drachenflugschulen. Diese wurden damit zur Keimzelle des Drachenfliegens in Europa.
Im Jahr 1974 wurde der „1. Österreichische Kiting-Club Kössen“ als erster Drachenfliegerclub der Welt gegründet, (ebenso im gleichen Jahr der Deutsche Drachenfliegerclub Stuttgart) 1975 fanden in Kössen die „1. Weltmeisterschaften im Alpinen Drachenflug“ statt. Dies war Generalprobe für die offizielle Anerkennung des jungen Hängegleiterflugsportes durch den Welt-Flugsportverband FAI; 1976 fand die erste offizielle Weltmeisterschaft im Hängegleiten statt (ebenfalls in Kössen).
Wie jeder gepfeilte Nurflügel erreicht auch der Drachen seine Flugstabilität durch Flügelverwindung, auch Schränkung genannt, die sich bei ihm automatisch durch die Segelwölbung nach oben ergibt. Bei Fallwinden oder im Schnellflug konnte jedoch das Drachensegel von oben angeströmt werden und seine Schränkung verlieren mit der nicht seltenen Folge von Flattersturz oder Vorwärtsüberschlag, auch „Tuck“ genannt. Zur Verhinderung dieses Schränkungsverlustes erfand der Luftfahrtingenieur Michael Schönherr den „Schränkungsanschlag“ und stellte ihn 1976 im "Drachenfliegermagazin" vor. Bis heute nutzen alle Drachen-Hängegleiter der Welt dieses Bauelement in verschiedenen Ausführungen. Damit konnte der Flattersturz völlig gebannt werden. Auch die Gefahr des Vorwärtsüberschlags wurde weitgehend reduziert.
Großen Anteil am Sicherheits- und Leistungsgewinn der Hängegleiter hatten auch die in Deutschland entwickelten Aerodynamik-Messfahrzeuge.
Durch ausgefeiltere Technik wurden die Geräte nach und nach leistungsfähiger. Bald wurden einige mit einem Motor ausgestattet, um unabhängig von Thermik Höhe gewinnen zu können. Daraus entstanden die ersten gewichtskraftgesteuerten Ultraleichtflugzeuge.

## Fluggeräte
Man unterscheidet im Wesentlichen zwischen klassischen Drachen (wegen der flexiblen Fläche auch Flexis genannt) und Starrflüglern.

### Klassische Drachen

Die Rohrkonstruktion eines klassischen (Turm-)Drachens

Diese flexiblen Fluggeräte werden aus Polyester-Tuch und Rohren aus Aluminium gefertigt.
Die Besegelung besteht entweder nur aus einem Obersegel (sogenannter Einfachsegler, als Einstiegsklasse für Anfänger und Gelegenheitsflieger) oder aus Ober- und Untersegel (sogenannter Doppelsegler: besserer Gleitwinkel und mehr Gewicht). Die Obersegel werden durch gebogene Segellatten in eine Auftrieb erzeugende Form gebracht, ein bei Doppelseglern vorhandenes Untersegel wird durch gerade Latten gespannt.
Der Nasenwinkel kann bei manchen Geräten vom Pilot im Flug mittels eines Flaschenzuges verändert werden (variable Geometrie, VG), um für das Fliegen in der Thermik und beim Gleiten jeweils optimale Flugeigenschaften zu erreichen (Veränderung der Segelspannung und des Profils).
Für den Transport klappt man den Drachen ähnlich wie einen Regenschirm zusammen, wobei hier die Segellatten vor dem Zusammenklappen entfernt werden müssen. Das Segel bleibt dabei auf dem Gestell, und es entsteht eine 5-6 m lange Rolle, die üblicherweise auf dem Autodach transportiert wird. Bei Bedarf kann man bei den meisten Drachen ein etwa 2 m langes Stück der Flügelrohre abziehen und so die Länge auf etwa 4 m verkürzen. Bei einigen speziell für Bergsteiger gebauten Modellen konnte man das Gestänge auf 2 m Länge (Packmaß) zerlegen; die Drachen konnten beim Aufstieg auf einen Berg wie ein Rucksack getragen werden.

### Turmlose Drachen

Ein turmloser Drachen

Eine Weiterentwicklung der klassischen Drachen sind die Turmlosen Drachen.
Der Unterschied dieser Fluggeräte zu den klassischen Drachen besteht darin, dass die Verspannung oberhalb der Tragfläche mit dem zugehörigen Turm fehlt. Der dadurch verringerte Luftwiderstand wirkt sich positiv auf die Gleitleistung und die Vorwärtsgeschwindigkeit aus. Die Funktion der fehlenden Verspannung wird durch eine selbsttragende Konstruktion aus Aluminium oder Carbon übernommen. Die Sicherheit im Sinne von selbstabfangenden Flugeigenschaften wird durch innenliegende oder innenabgespannte Schränkungsanschläge gewährleistet.

### Starrflügler

Ein Starrflügler

Bei Starrflüglern wird die Tragfläche nicht durch die Tuchspannung zwischen den Flügelrohren in Form gehalten, sondern ist in sich stabil. Der dafür notwendige steife Holm besteht oft aus Faserverbundwerkstoffen. Dieses Konstruktionsprinzip erlaubt eine höhere Streckung des Flügels. Die Steuerung dieser Fluggeräte erfolgt durch Störklappen auf der Flügeloberseite, die bei Bedarf einseitig bremsen. Manche Starrflügler verfügen auch über Querruder, die ähnlich wie bei Segelflugzeugen den Auftrieb der jeweiligen Flügelseite beeinflussen. Anders als bei Segelflugzeugen werden Störklappen und Querruder nicht mit einem Steuerknüppel bewegt, sondern über Seilzüge vom Steuerbügel zum Flügel, die gespannt werden, wenn sich der Pilot selbst zur Seite schiebt. Auf diese Weise sind die zur Einleitung einer Kurve nötigen Bewegungen sehr ähnlich der Gewichtssteuerung von flexiblen Hängegleitern. Starrflügler sind zudem mit Wölbklappen (Flaps) ausgerüstet, welche beim Start, im Thermikkreisen und bei der Landung eingesetzt werden.
In der Gleitleistung und der Handhabung am Boden sind Starrflügler zwischen klassischen Drachen und Segelflugzeugen angesiedelt. Sie haben gegenüber flexiblen Hängegleitern den Vorteil einer wesentlich besseren Gleitleistung, sind aber beim Transport zur Startstelle umständlicher zu handhaben.

## Start

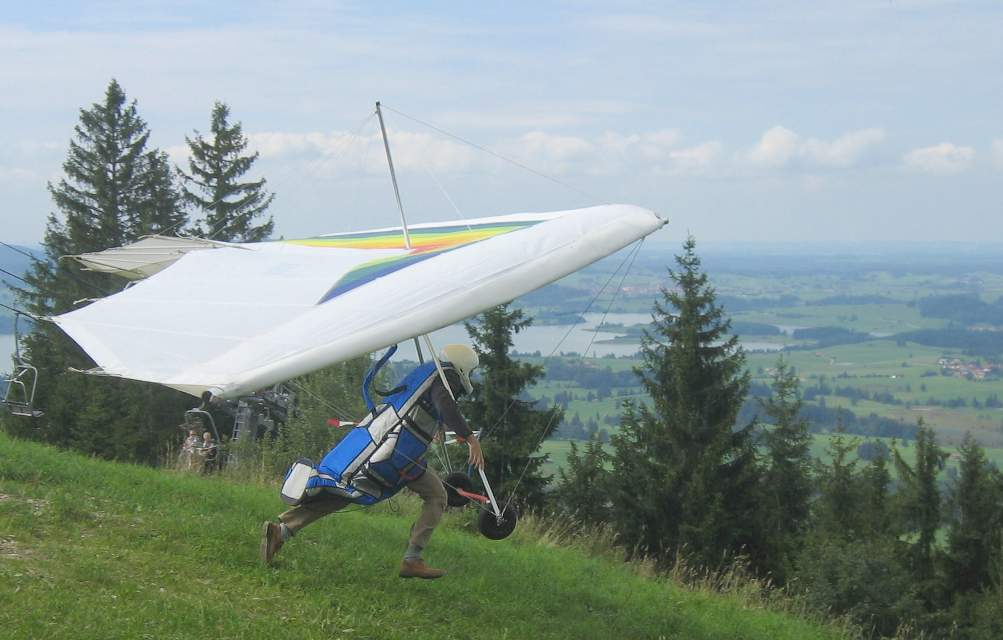
Hangstart

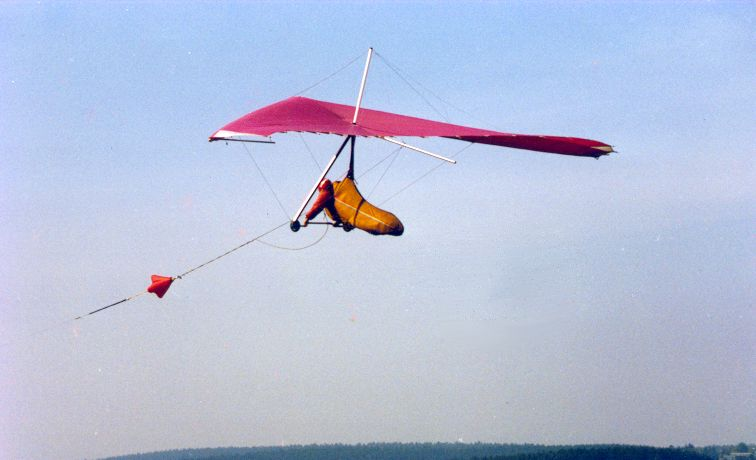
Windenstart

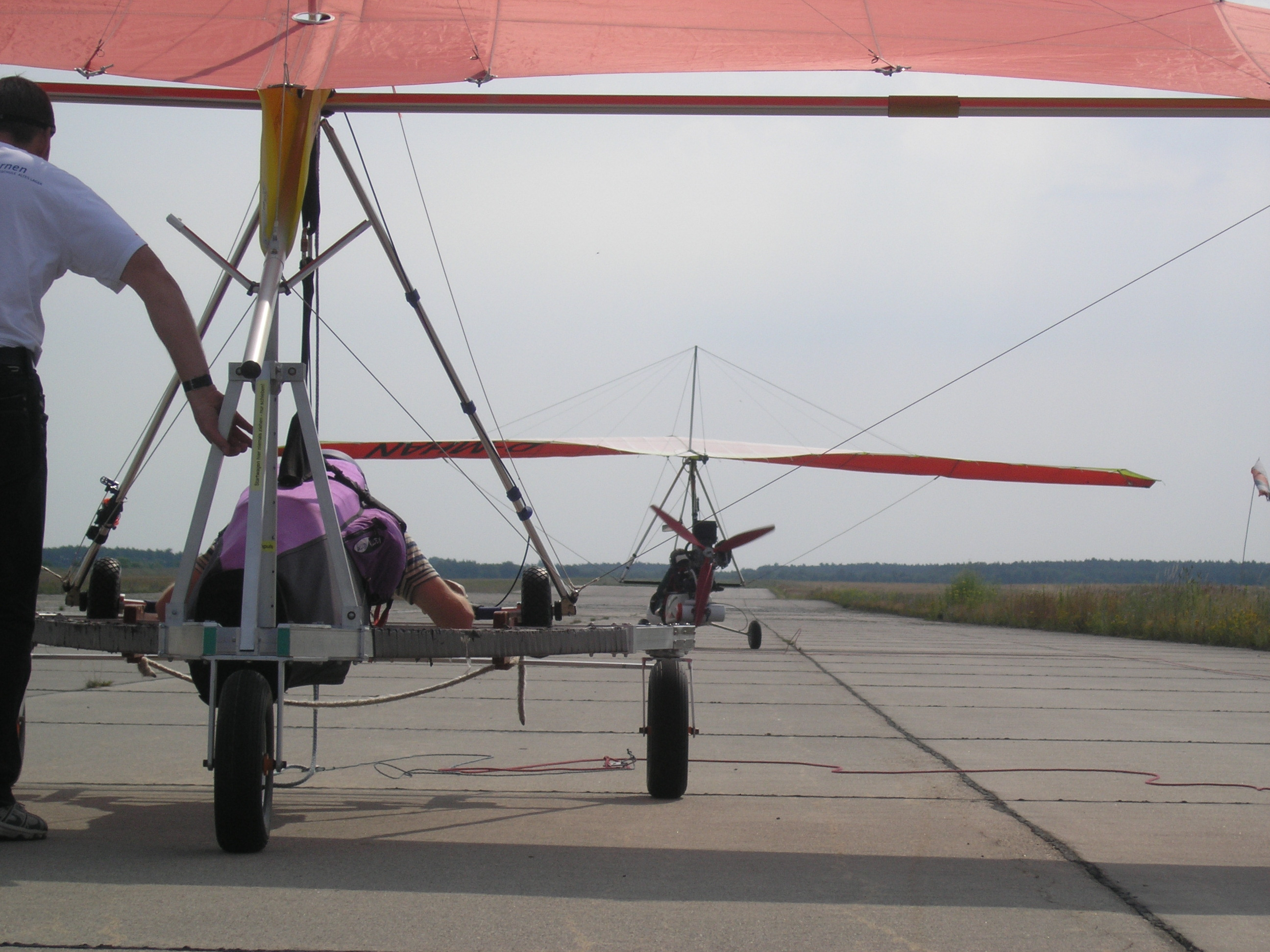
UL-Schlepp, fertig zum Start

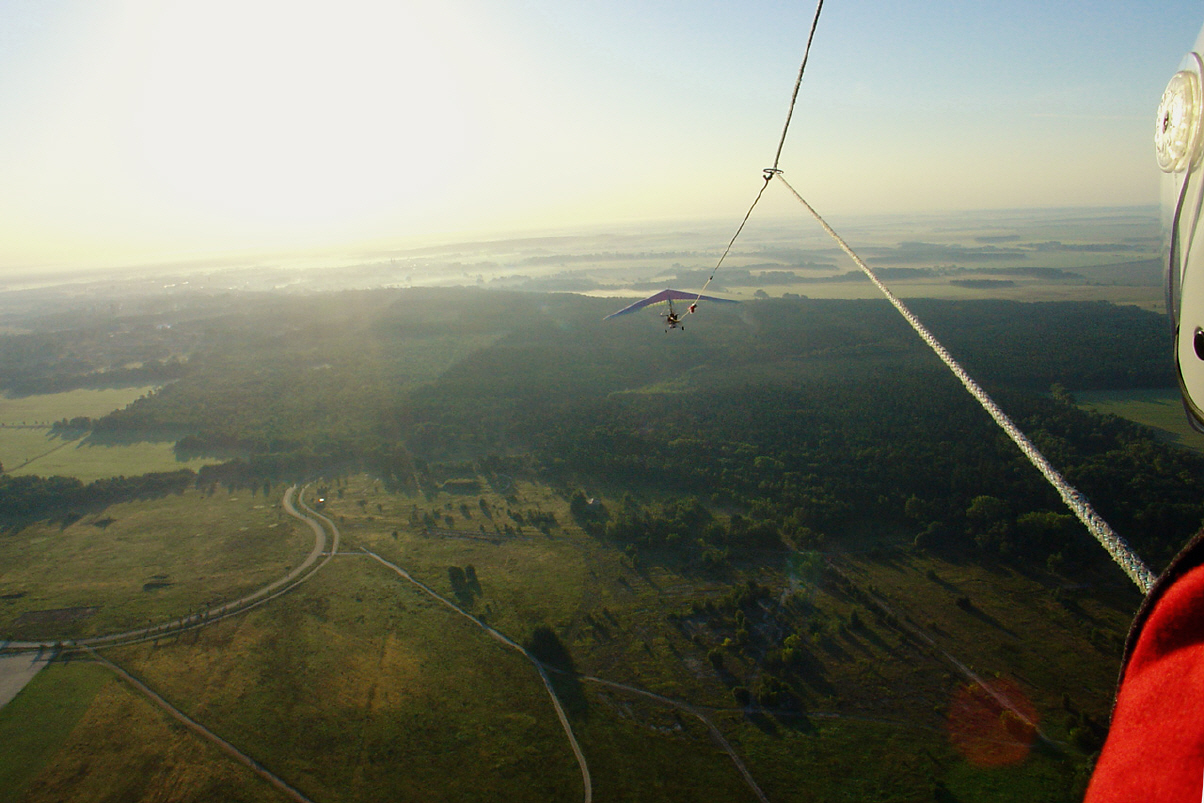
UL-Schlepp hinter einem Trike

Da Hängegleiter über keinen eigenen Antrieb verfügen, können sie nicht wie Flugzeuge aus eigener Kraft von einer ebenen Startbahn aus starten. Es werden unterschiedliche Techniken benutzt, um trotzdem in die Luft zu gelangen.

### Hangstart
Beim Hangstart läuft der Pilot mit dem Gerät einen Hang hinab und beschleunigt, bis ihn der Flügel trägt und vom Boden hebt. Anschließend begibt er sich in die für Hängegleiter charakteristische, liegende Position. Für einen erfolgreichen Start muss der Pilot gegenüber der Luft die Stallgeschwindigkeit von etwa 30 km/h überschreiten. Dabei hilft die Hangneigung, so dass die nötige Startgeschwindigkeit problemlos erreicht werden kann. Ein mäßiger Gegenwind ist dementsprechend hilfreich, während Rückenwind den Start unmöglich macht.
Um den Startlauf auf unebenem Gelände zu erleichtern, sind in vielen Fluggeländen Startrampen angelegt.

### UL-Schlepp
Diese Startvariante ähnelt dem beim Segelfliegen verbreiteten Flugzeugschlepp. Der Hängegleiter wird an einem vergleichsweise kurzen Seil (60 m bei Einsitzern, 80 m bei Doppelsitzern) hinter einem motorisierten Fluggerät in die Höhe gezogen. In der gewünschten Flughöhe trennt der Hängegleiter wie beim Windenschlepp die Verbindung zum Seil und fliegt frei weiter. Das schleppende Flugzeug darf nicht schneller als die zulässige Geschwindigkeit des Hängegleiters sein. Daher werden besonders langsame Ultraleichtflugzeuge eingesetzt, von denen sich der Name dieser Startart ableitet. Beim Start des Gespanns liegt der Pilot meist in einem dreirädrigen Startwagen, der nach dem Abheben am Boden zurückbleibt. Mit dieser etwas aufwändigeren Startart werden problemlos Höhen von 1000 bis 2000 m über Grund erreicht. Außerdem kann ein erfahrener Schlepp-Pilot den Hängegleiter direkt in einen thermischen Aufwind ziehen.

### Windenstart
Beim Windenstart wird der Hängegleiter wie ein Fesseldrachen an einer Leine emporgezogen. Am höchsten Punkt löst sich der Pilot mit einer Schleppklinke von der Leine und fliegt frei weiter. Die Höhe, in der der Pilot ausklinkt und seinen Gleitflug beginnt, liegt bei einigen hundert Metern über dem Startplatz. Auf diese Weise kann auch im Flachland gestartet werden.
Es gibt zwei Varianten des Windenstarts. Bei der ersten ist das Seil zu Beginn ganz ausgerollt und wird dann mit einer stationären Aufrollwinde eingeholt. Eine Alternative ist der Start mit einer im Heck eines Autos montierten Abrollwinde. Dabei schleppt das eine gerade Strecke fahrende Auto den Hängegleiter an einem zunächst kurzen Seil. Durch eine geeignete Mechanik gibt bei genügend Zug das Seil nach und der Hängegleiter kann höher steigen. Im Notfall, wenn die Gefahr besteht, dass das Seil den Hängegleiter zu Boden zieht, kann das Seil gekappt werden. Bei einer in Australien verbreiteten Sonderform verfügt das Schleppfahrzeug über eine große Plattform, auf der der Pilot zunächst steht und mitfährt. Er hebt ab, sobald das Schleppfahrzeug schnell genug ist.

### Ballonstart
Um einen Flug in großer Höhe zu beginnen, kann der Hängegleiter im aufgebauten Zustand unter einem Ballon senkrecht nach oben gezogen werden. Nachdem der Hängegleiter ausgeklinkt ist, verwandelt er schnell den Fall in einen Vorwärtsflug und kann dann zu einem weiten Gleitflug ansetzen. Diese aufwändige und damit teure Startart wurde für spektakuläre Streckenrekorde wie den Flug über den Ärmelkanal gewählt.

### Elektrostart
Speziell für die neu eingeführte Startart „Elektrische Aufstiegshilfe“ (Fußstart) ist keine Ultraleichtflugzeug-Pilotenlizenz mehr nötig. Gemäß den Richtlinien des Deutschen Hängegleiterverbandes (DHV) ist für die Durchführung dieser Startart eine einmalige Schulung bzw. Einweisung des Piloten erforderlich. Nach erfolgreicher Einweisung wird die zusätzliche Startart vom DHV auf Antrag im Luftfahrerschein des Piloten eingetragen. Zusätzlich muss das Gelände für diese Startart durch das zuständige Luftamt zugelassen sein. Teilweise wurde die Aufgabe der Geländezulassung für die Startart „Elektrische Aufstiegshilfe“ an den DHV delegiert. Die elektrische Aufstiegshilfe ist als unkomplizierter Thermikeinstieg anzusehen. Die Akkukapazität darf 3 kWh nicht überschreiten. Die Motoren haben beim Start eine Leistung von 12,5 kW bzw. 16 kW, die nach etwa 10 Minuten auf 10 kW bzw. 13,5 kW Dauerleistung begrenzt wird. Ohne Thermikeinfluss erreicht man eine Höhe über dem Startplatz bis 1800 m.
Die Bauteile eines elektrischen Antriebs sind in der Regel:
- Bedieneinheit bzw. „Gasgriff“ mit Anzeige der Motorparameter und der Restreichweite
- bürstenloser Drehstromsynchronelektromotor
- direkt angetriebener klappbarer Propeller
- Leistungselektronik zur Erzeugung des elektrischen Drehfeldes
- Lithium-Ionen- bzw. Lithium-Polymer-Akkus mit 48 V Nennspannung und einer nutzbaren Kapazität von 1,2 bis 3 kWh
- Motorcontroller zur Überwachung und Steuerung des Leistungsteils

## Im Flug

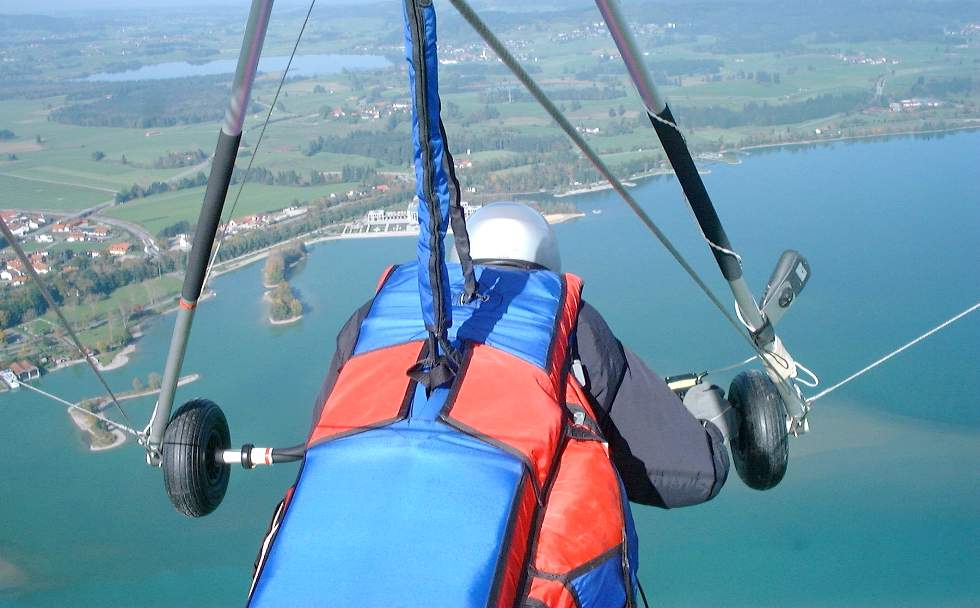
Im Flug

Hängegleiter werden durch Gewichtsverlagerung gesteuert: der Pilot schiebt die Trapezstange nach rechts oder links. Man hält sich also nicht an der Trapezstange fest, sondern steuert mit ihr. 

### Geschwindigkeit
Der Pilot ist deutlich schwerer als der Hängegleiter. Seine Position bestimmt daher den Schwerpunkt. Weil er beweglich unter seinem Drachen hängt, kann er dessen Geschwindigkeit und dessen Flugrichtung beeinflussen. Der Drachen wird schneller, wenn man sich an der Trapezstange nach vorne zieht. Dadurch sinkt er auch schneller. Bei höheren Geschwindigkeiten sinkt er sogar überproportional schneller und der Gleitwinkel wird schlechter. Umgekehrt wird er langsamer, wenn der Pilot sich an der Trapezstange nach hinten drückt. Unterhalb einer für das jeweilige Gerät typischen Minimal-Geschwindigkeit (vmin) kommt es zum Strömungsabriss ('Stall') und der Flügel erzeugt nur noch sehr wenig Auftrieb. Er beginnt zu sinken, kippt mit der Nase nach unten und nimmt wieder Geschwindigkeit auf. Anschließend befindet er sich wieder in einem regulären Flugzustand.
Alle Hängegleiter sind so konstruiert, dass sie beim Loslassen der Trapezstange im Geradeausflug mit mittlerer Geschwindigkeit fliegen.

### Richtung

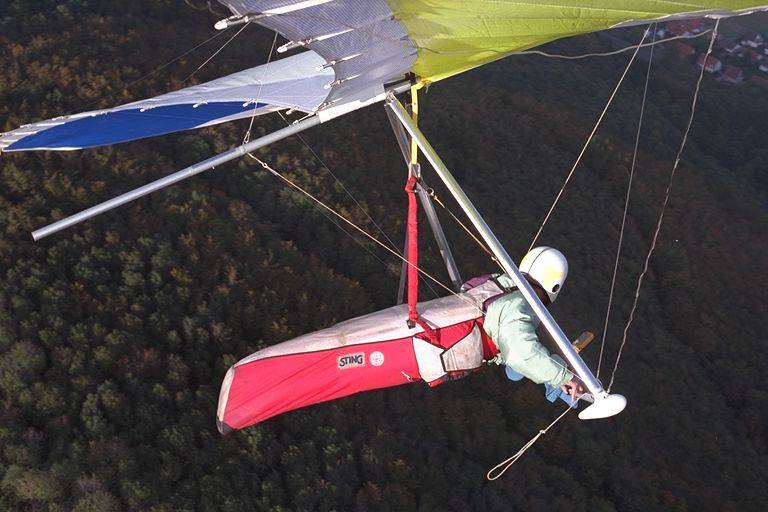
Kurvenflug

Um eine Linkskurve zu fliegen, drückt der Pilot seinen Körper nach links, wobei er darauf achten muss, dass er den Körper nicht nur verdreht, sondern ihn komplett mit Beinen nach links verlagert. Die Trapezbasis wird dabei aus Sicht des Piloten nach rechts gedrückt. Dadurch verlagert der Pilot seinen Schwerpunkt nach links. Dadurch verändern sich wegen des flexiblen Segels die Profile der linken und der rechten Flügelhälfte: der rechte Flügel erzeugt mehr aerodynamischen Auftrieb als der linke. Dies gibt den Impuls für die Rollbewegung des Drachens. Die Rollbewegung wird also letztlich doch aerodynamisch verursacht  und nicht dadurch, dass das Pilotengewicht die linke Seite des Drachens nach unten zieht. Ein steiler Kurvenflug wird durchgeführt, indem der Pilot zunächst das Trapez nach hinten zieht und damit Fahrt aufnimmt, dann die seitliche Gewichtsverlagerung durchführt, und anschließend das Trapez von sich weg drückt (entspricht Höhenruderausschlag).
Bei einem Starrflügler bewirkt eine seitliche Gewichtsverlagerung des Piloten darum keine Rollbewegung des Drachens. Der Pilot kann die Rollbewegung nur durch aerodynamische Steuerhilfen in Form von einseitigem oder gegenseitigem Betätigen von Bremsklappen oder Querrudern einleiten.

### Oben bleiben

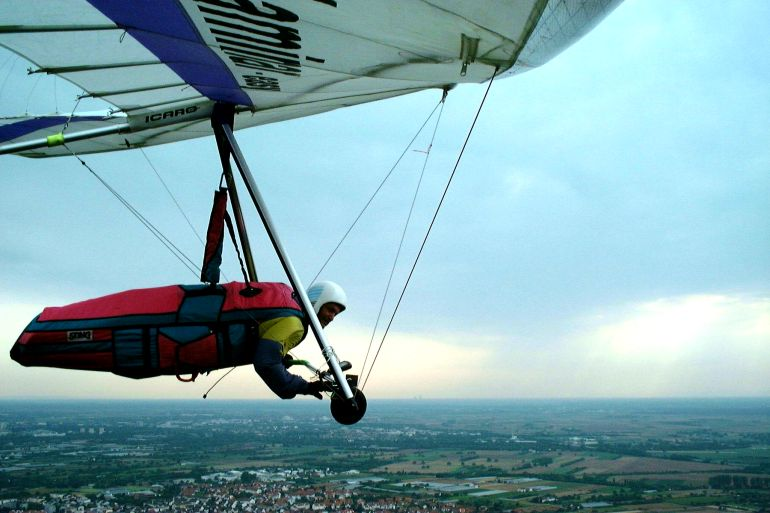
Hoch über der Rheinebene

Ein Hängegleiter hat eine minimale Sinkrate von etwa 1 m/s. Er ist also aus 300 m Höhe ohne Aufwind nach fünf Minuten wieder am Boden. Bei labiler Wetterlage besteht die Möglichkeit, die Flugzeit zu verlängern. Man sucht dazu die Aufwindstellen auf. Wenn die Aufwindströmung stärker als die Sinkrate ist, gewinnt man an Höhe über Grund. Thermik und Hangaufwind können sich miteinander vermengen. Konstanter Aufwind herrscht zum Beispiel an Küsten-Dünen, die vom Seewind quer überstrichen werden. Direkt vor der Düne strömt die Luft schräg nach oben. In einem schmalen Bereich vor einer ausreichend hohen Düne bei hinreichend starkem Wind steigt ein Hängegleiter sogar. Mit lang gezogenen achterförmigen Flugbewegungen (Kurven stets „weg vom Hang“) kann er sich so lange in der Luft halten, wie der Wind weht. Diese Soaring genannte Technik wurde schon in den 1970er Jahren an den Küsten von Hawaii und Kalifornien genutzt.
Ein anderer für Hängegleiter nutzbarer Aufwind tritt auf, wenn die Sonne den Boden erhitzt und dieser seine Wärme an die Luft abgibt. Die aufsteigende, erwärmte Luft hat die Tendenz, sich wie ein Fluss zu sammeln und an bestimmten Stellen in größeren Mengen nach oben zu strömen. Zudem neigt sie dazu, erst eine warme „Blase“ am Erdboden zu bilden und sich von diesem erst abzulösen, wenn ein gewisser Temperaturunterschied zur sie umgebenden Luft besteht.
Die Herausforderung für den Piloten besteht darin, diese thermischen Aufwindbereiche zu finden und sich in engen Kreisen von ihr nach oben tragen zu lassen.
Aufwinde sind unsichtbar. Wenn man in einen leichten Aufwind gerät und steigt, ist dies nicht leicht spürbar und in einigen hundert Metern Höhe auch schwer sichtbar. Daher verwenden viele Piloten ein Variometer. Dieses zeigt die momentane Steig- oder Sinkgeschwindigkeit an und auch die – aus dem Luftdruck errechnete – Höhe. Es hat eine optische Anzeige und kann den aktuellen Messwert zusätzlich durch die Tonhöhe eines Piepens signalisieren. Drachenpiloten können also 'nach Gehör' fliegen, um sich in den Regionen mit dem besten Auftrieb zu halten. Drachenflieger können sich bei günstigen Wetterbedingungen stundenlang in der Luft halten. Auch Streckenflüge sind möglich.

## Landung
Ähnlich wie beim Start wird auch die Landung gegen den Wind ausgeführt, um die Geschwindigkeit gegenüber dem Boden möglichst gering zu halten. Damit der Hängegleiter weder über die Landewiese hinausschießt noch zu früh den Boden erreicht, ist es erforderlich, dass die Höhe entsprechend abgebaut und eingeteilt wird. Hierfür ist folgende Vorgehensweise standardisiert: Der landewillige Pilot nähert sich in beliebiger Höhe dem Landeplatz und begibt sich in eine Position, die seitlich des gewählten Landepunktes liegt. Bezeichnenderweise wird diese einleitende Phase „Position“ genannt. Hier werden nur noch Kreise geflogen (nicht in Aufwinden!), um die Höhe soweit abzubauen, dass sie gerade noch für die sogenannte Landevolte reicht. Diese besteht aus drei rechteckig angeordneten kurzen Geradeausflügen (Gegenanflug, Queranflug, Endanflug, jeweils durch 90°-Kurven verbunden). Dieses Verfahren erlaubt dem Piloten die bestmögliche Annäherung an den anvisierten Landepunkt und ist für eine geordnete Landung Vorschrift.

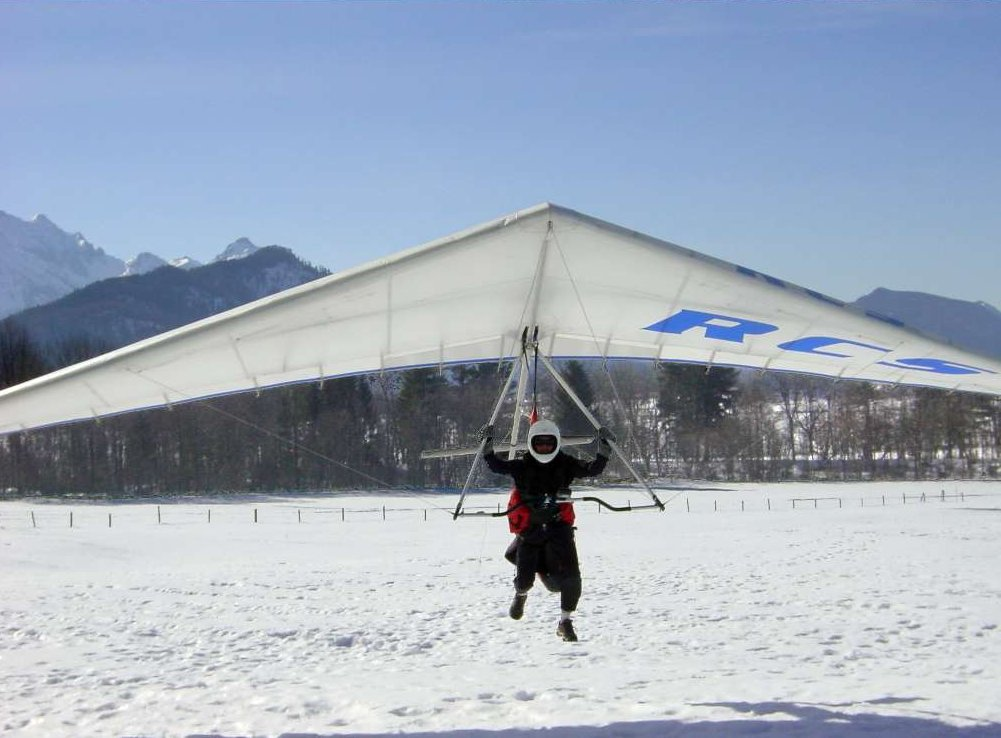
Strömungsabriss kurz vor dem Aufsetzen

Eine ideale Landung mit einem Hängegleiter erfolgt stehend, ähnlich einem Vogel. Dazu wird kurz vor Erreichen des Bodens bei niedrigstmöglicher Geschwindigkeit gezielt ein Strömungsabriss (Stall) herbeigeführt, indem man das Trapez maximal nach vorne drückt. Gelingt dieses Herausdrücken zum richtigen Zeitpunkt nicht optimal, muss mehr oder weniger mitgelaufen werden. Bei schlechten Landungen (Crash) sind Beschädigungen des Drachens und Verletzungen des Piloten möglich.
Eine eher verpönte bzw. nur bei Tandemflug zur Anwendung kommende Alternative ist die mit Flugzeuglandungen vergleichbare liegende Landung. Dabei rollt der Drachen auf zwei an der Trapezstange angebrachten Rädern aus.
Eine eindrucksvolle Variante der Landung besteht in der Hanglandung, bei der die Hangneigung für die Verringerung der Geschwindigkeit ausgenutzt wird. Dazu fliegt der Pilot mit hoher Geschwindigkeit und eventuell sogar mit dem Wind auf eine steile Wiese zu. Erst kurz vor dem Hang drückt er den Steuerbügel nach vorn. Als Reaktion steigt er parallel zum Hang nach oben und wird dabei langsamer. Wenn der Drachen seine Minimal-Geschwindigkeit unterschreitet, würde der Flügel in freier Luft nach vorne kippen und nach unten beschleunigen. Stattdessen setzt der Pilot stehend auf der Wiese auf. Wegen des abrupten Halts auf einem steilen Wiesenstück wird diese Technik auch Fly on the Wall genannt.
Starre Hängegleiter verfügen meist über Landeklappen, die die Minimal-Geschwindigkeit, bei der das Gerät fliegen kann, herabsetzen und so die Landung vereinfachen. Eine weitere Hilfe, die von einigen Piloten genutzt wird, ist ein wenige Quadratdezimeter großer Bremsschirm, der den Anflugwinkel steiler macht.
Die Landung gilt allgemein als der anspruchsvollste Teil des Drachenfliegens, der auch von lizenzierten Fliegern oft nicht hundertprozentig beherrscht wird.

## Tandemflug

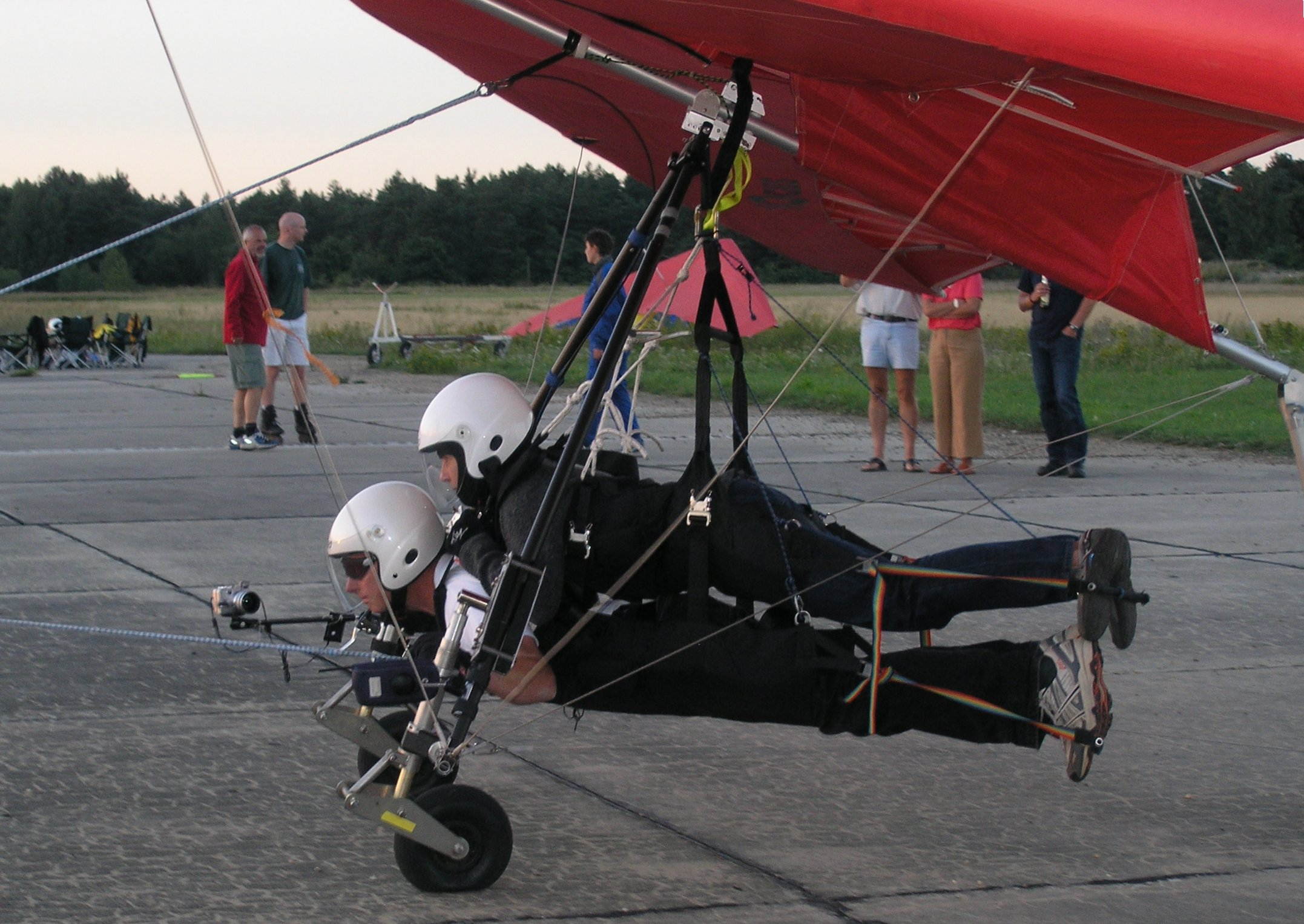
Start zum Tandemflug mit Passagier über dem Piloten

Ein Hängegleiter kann je nach Auslegung einen zusätzlichen Passagier tragen. Ein Flug mit Passagier wird Tandemflug genannt. Der Passagier hängt neben oder über dem Piloten unter der Tragfläche. Er macht damit automatisch die gleichen Steuerbewegungen wie der Pilot. Wegen der zusätzlichen Verantwortung für den Passagier ist für den Piloten ein spezieller Tandemflugschein erforderlich. Der Hängegleiter muss für das höhere Abfluggewicht zugelassen sein. Viele Flugschulen und manche Amateurpiloten bieten Tandemflüge gegen Bezahlung an.
Seit 2003 sind in Deutschland Tandemflüge zur Schulung zugelassen. Der Schüler wird dazu in die untere Position eingehängt, der Lehrer darüber. Auf diese Weise ist für den Schüler die Situation bis auf das höhere zu bewegende Gewicht ähnlich wie beim Alleinflug. Der Lehrer kann aus seiner erhöhten Lage jederzeit eingreifen und die Kontrolle über den Drachen übernehmen. Beispielsweise steuert er bei den ersten Flügen den Drachen während Start und Landung. Außerdem kann er wie in der Ausbildung zum Motor- oder Segelflug direkt mit dem Schüler kommunizieren. Diese Variante der Schulung ist recht aufwändig, führt aber zu schnellen Fortschritten der Schüler, die bereits von Beginn an alle relevanten Phasen eines Fluges erleben und erfliegen können.

## Erlebnispädagogische Aspekte
Hängegleiten ist eine Erlebnissportart. Sie setzt eine mutige Persönlichkeit voraus, die zu dem Wagnis bereit ist, den sicheren Boden unter den Füßen aufzugeben und sich dem Luftraum anzuvertrauen. Das Risikopotenzial ist dank der fortgeschrittenen Technik und ausgereiften Ausbildungsmethoden der Piloten heute begrenzt und mit einem guten Trainingsstand, gewartetem Fluggerät und sachbezogenem Wissen über Wetterereignisse, Luftverkehrsregeln und Notfallverhalten beherrschbar. Der hohe Erlebniswert als außergewöhnlicher Sport, der Aspekt des Gesundheitsgewinns als Freiluftbetätigung, die Möglichkeit einer sinnvollen Freizeitgestaltung und die Herausforderung der Persönlichkeit in Bezug auf Kompetenzaneignung, Sorgfalt und Verantwortungsbewusstsein machen das Hängegleiten zu einer auch pädagogisch wertvollen und förderungswürdigen Sportart. Sie kann vor allem Jugendlichen in der Phase der Selbstfindung wesentliche Impulse für die Charakterbildung mitgeben.
Bei der Auseinandersetzung mit dem Element Luft, den Luftströmungen, Aufwinden und Abwinden sowie dem Vertrautwerden mit dem Fluggerät, von dessen Funktion und Beherrschen Leben und Gesundheit abhängen, sind Mut, Wissen, Können und Selbstvertrauen gefragt. Sie belohnen mit der glückhaften Nutzung eines neuen Bewegungs- und Erlebnisraums, der dem Menschen nicht selbstverständlich verfügbar ist, sondern erarbeitet werden muss.
Der Wagnisforscher Siegbert A. Warwitz sieht im Flugsport fünf „Facetten der Welterweiterung“:
Raumgewinn: Der Pilot erarbeitet sich mit dem Luftraum einen neuen Lebens-, Erfahrungs- und Gestaltungsraum Es handelt sich um einen Raum, der von Natur aus nur Vögeln zur Verfügung steht und vom Menschen nur unter Nutzung eines technischen Fluggeräts verfügbar wird. Dies stellt eine im ursprünglichen Wortsinn „elementare Erfahrung“ (S. 94) dar.
Perspektivgewinn: Das Drachenfliegen verhilft dazu, die Erde mit ihren Landschaften, Städten und Menschen aus einem anderen Blickwinkel zu sehen, schafft eine neue, distanzierte Wahrnehmung. Nach Warwitz wandelt sich die „Froschperspektive“ in die „Vogelperspektive“. Diese kann – vor allem ängstliche Menschen – auch verunsichern, da der sichere Boden verlassen werden muss, die vertraute Sicht der Dinge verlorengeht und die Höhe über Grund Gefahren birgt. Der Streckenflieger braucht eine veränderte Orientierung, um sich in diesem nicht alltäglichen Lebensraum wohlfühlen zu können.
Körper- und Bewegungsgewinn: Das Fluggerät verschafft dem menschlichen Körper erweiterte Bewegungsspielräume, die am Boden nicht möglich sind. Je enger der Pilot mit seinem Fluggerät vertraut wird, je mehr es zu einer „Einverleibung“ des Fluggeräts in die motorischen Handlungen kommt, je mehr er fliegerisch denkt, desto freier kann er sich in dem neu gewonnenen Element Luft bewegen.
Geistiger Gewinn: Durch die intelligente Nutzung der Technik, mit fliegerischem Wissen und Können kann der Pilot die Natur überlisten und nutzen, die ihn eigentlich nicht zu einem fliegenden Wesen vorgesehen hat. Fliegen, die selbstständige aktive Bewegung durch die Luft, ist für den Menschen eine schöpferische Leistung, die auch zu Überheblichkeit gegenüber Nichtfliegern ausarten kann.
Seelischer Gewinn: Das vielzitierte „Hochgefühl des Fliegens“ erwächst aus der Fähigkeit, vom Boden abheben und sich der Erdenschwere entziehen zu können. Das Lösen aus der Schwerkraft und der Erdverhaftung, der mit dem Aufsteigen sich weitende Blick, das Schweben über Wäldern und Menschen, das Spielen mit den Winden, das Hinaufgetragenwerden verschafft das immer wieder gesuchte glückhafte Gefühl von Freiheit und erzeugt bei den Piloten eine Hochstimmung, die sich oft in Jubelschreien Ausdruck verschafft. Der Pädagoge Wolfram Schleske nennt das den „Kick“ beim Fliegen.

## Schreckwirkung auf Tierwelt
In Thüringen wurden vier Fälle bekannt, in denen nach dem Überflug eines Hängegleiters brütende Weibchen des Uhus ihren Brutplatz verließen und erst nach Stunden an diesen zurückkehrten. Zwei dieser Bruten wurden ganz aufgegeben. Unklar blieb, ob der Hängegleiter oder der Schattenwurf die Flucht auslöste.
Zu den naturschutzfachlichen Gesichtspunkten beim Drachen- und Gleitschirmfliegen gibt es mittlerweile eine ganze Reihe an Studien und Gutachten. In viel beflogenen Gebieten bestätigen sie eine Gewöhnung der meisten Tiere an den Flugsport. 